# Tetori Dixon
Tetori Dixon est une joueuse de volley-ball américaine née le 4 août 1992 à Burnsville (Minnesota). Elle mesure 1,91 m et joue au poste de centrale.

## Clubs
| Club                    | De        | À         |
| ----------------------- | --------- | --------- |
| University of Minnesota | 2010-2011 | 2012-2013 |
| Rabita Bakou            | 2013-2014 | 2014-2015 |
| Toray Arrows            | 2015-2016 | …         |

## Palmarès

### Équipe nationale
- Championnat du monde
  - Vainqueur : 2014.
- Grand Prix mondial
  - Vainqueur : 2015.
- Championnat d'Amérique du Nord
  - Vainqueur : 2015.
- Coupe panaméricaine
  - Finaliste : 2014 [2]

### Clubs
- Championnat d'Azerbaïdjan
  - Vainqueur : 2014, 2015.

### Distinctions individuelles
- Coupe panaméricaine de volley-ball féminin 2014: Meilleure centrale[2]
- Coupe du monde de volley-ball féminin 2015: 2e meilleure centrale.